# San Carlos de Bariloche

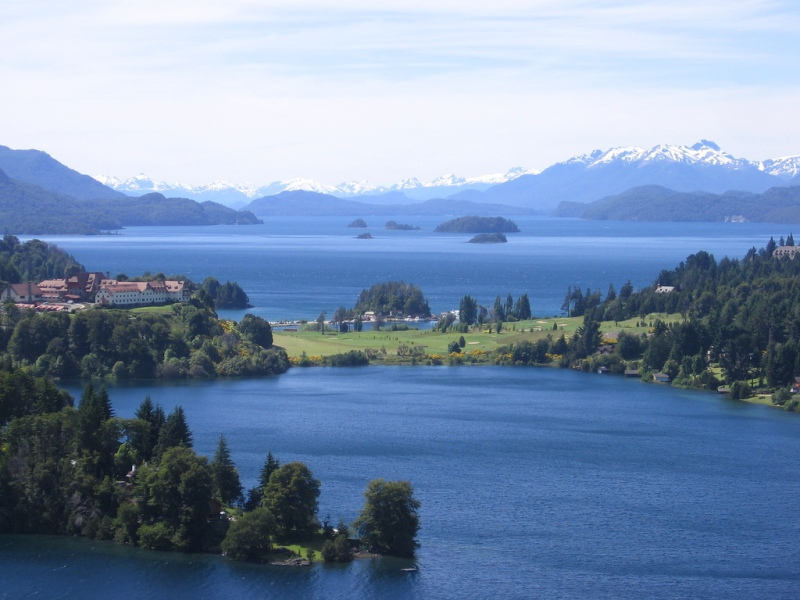
San Carlos de Bariloche

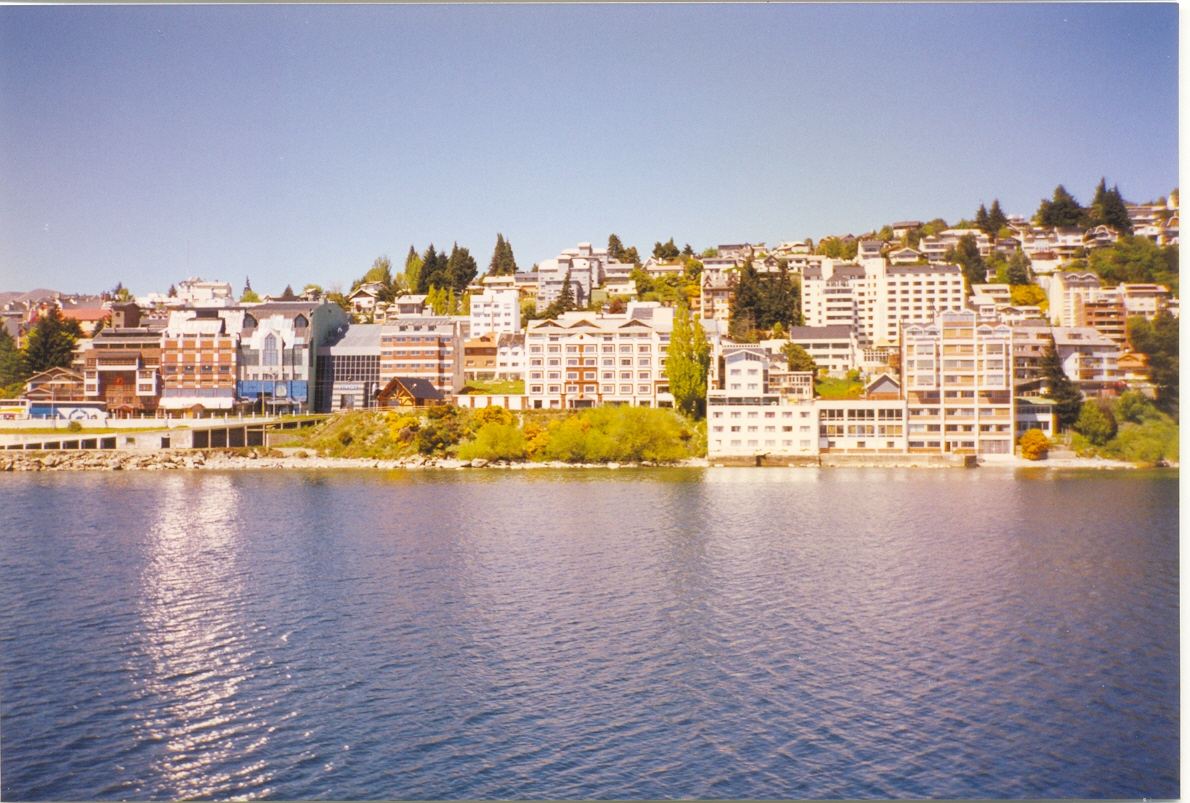
Vista panoràmica de la ciutat

San Carlos de Bariloche, o simplement Bariloche, és una ciutat de l'Argentina. Es tracta de la ciutat de turisme hivernal més important de Sudamérica. Està situada en el sud-oest de la província de Río Negro, Argentina, al costat de la Serralada de Los Andes, en la ribera sud del llac Nahuel Huapi. Les seves reserves naturals, que inclouen llacs, boscos i muntanyes, el seu estil arquitectònic, i els seus destacats centres d'esquí són el principal atractiu i suport econòmic d'aquesta ciutat. És també la capital del departament homònim.

## Nom de la ciutat

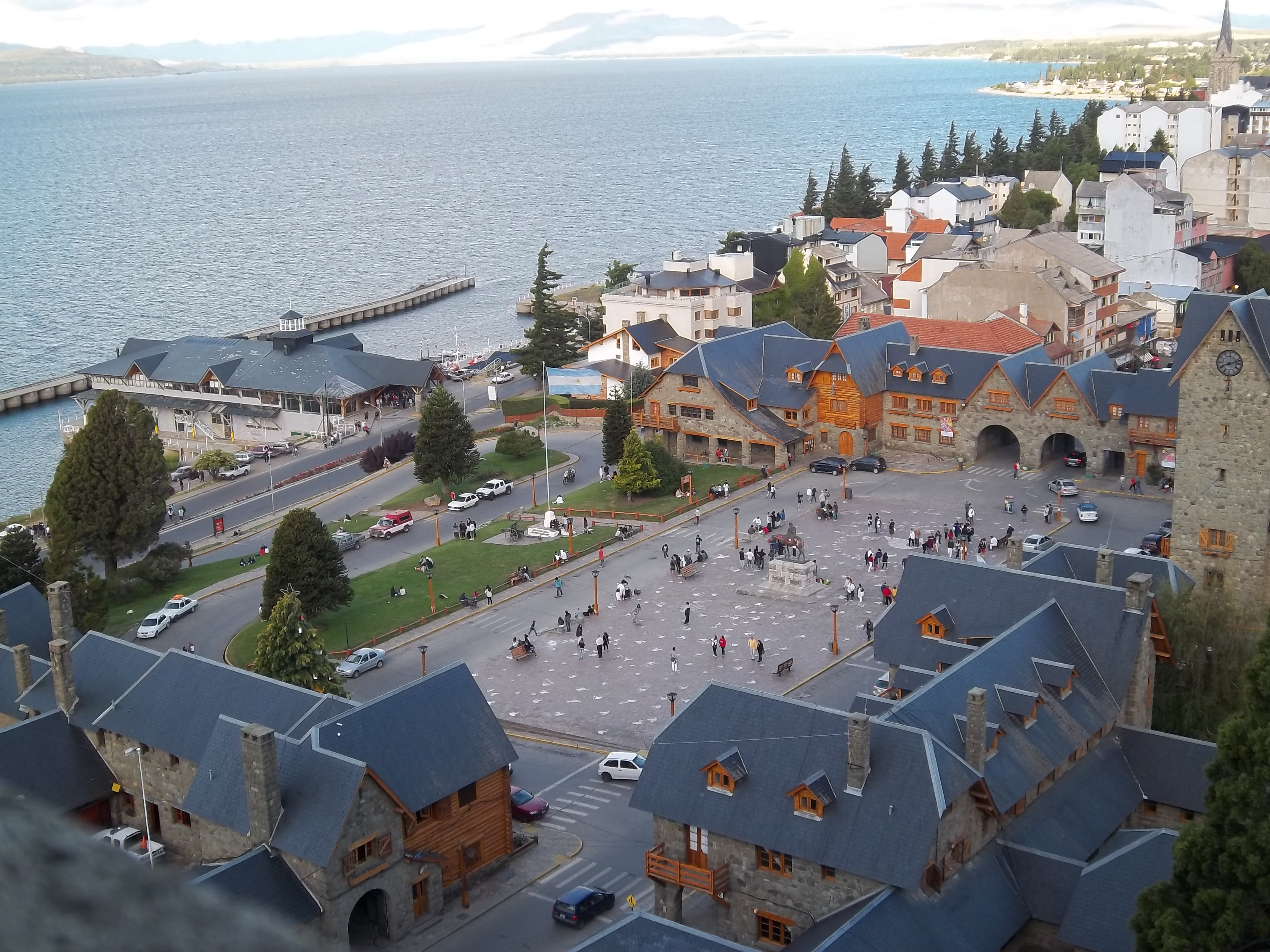
Vista del Centre Cívic i del Port San Carlos

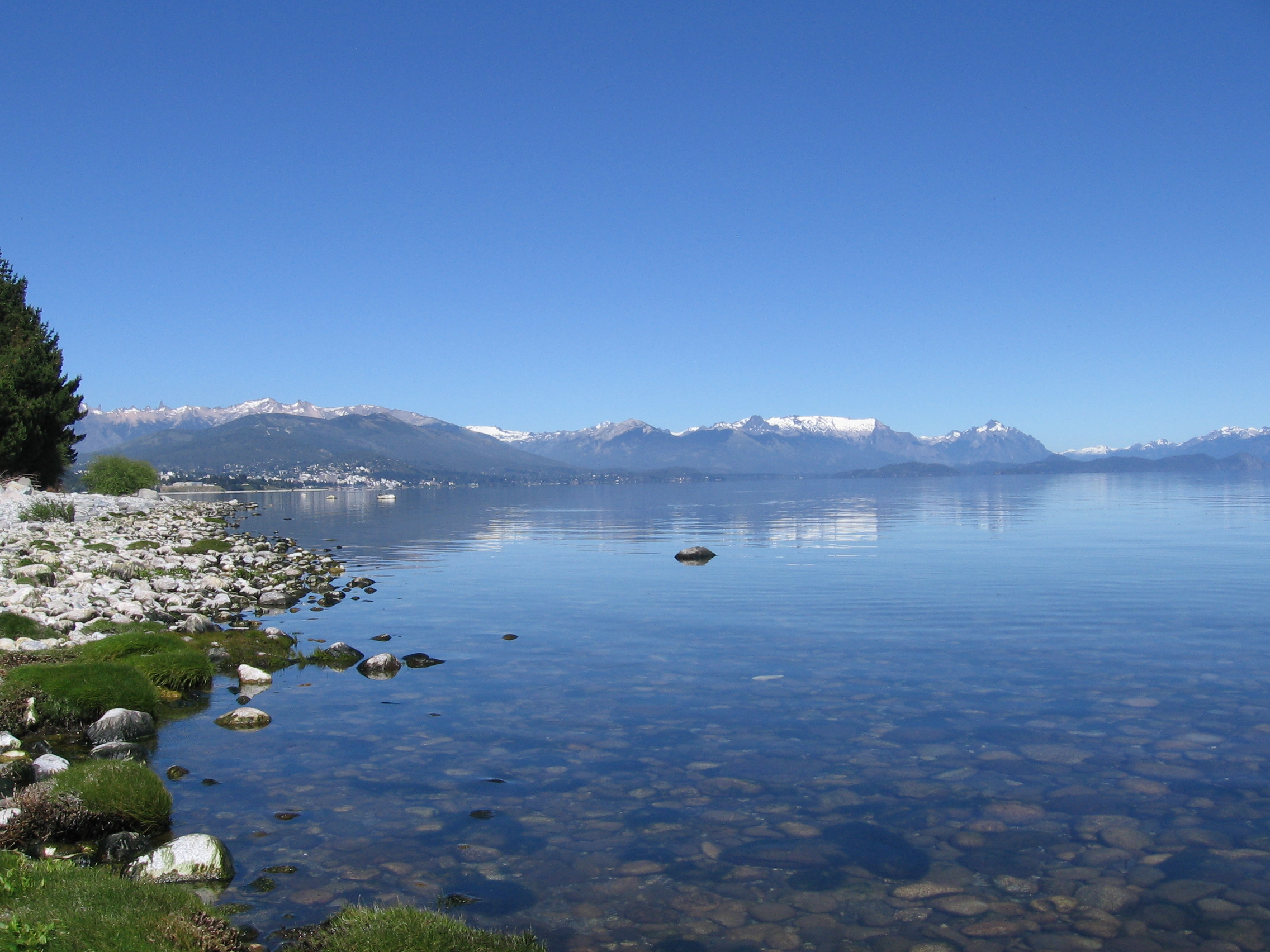
Llac Nahuel Huapi

La denominació Bariloche prové del mapudungun (la llengua dels maputxes) i és un derivat de la paraula Vuriloche, que significa "gent de l'altre costat de la muntanya". Aquest nom li donaven els mapuches als habitants originaris que es trobaven del costat est de la Serralada. D'altra banda, la primera part del nom ("San Carlos"), es va originar a partir del magatzem de Rams Generals de Don Carlos Wiederhold instal·lat en 1895 en l'actual centre de la ciutat. Després, al fundar-se la ciutat, el nom va ser mal entès en una carta que li va ser enviada a Wiederhold, passant de Don Carlos a San Carlos, barrejant així el seu nom amb el de la ciutat.

## Història
Va ser fundada oficialment el 3 de maig de 1902, per decret del Poder Executiu de la Nació. El 1909 tenia ja uns 1.250 habitants, telègraf, correu i camí fins a Neuquén. Però van continuar depenent del comerç amb Xile fins a l'arribada del ferrocarril el 1934. Després de la Segona Guerra Mundial molts nazis alemanys hi van trobar un refugi. Bariloche és la seu de l'Institut Balseiro, del Centre Atòmic Bariloche i de INVAP, institucions científiques i tecnològiques amb prestigi internacional.

## Clima
El clima està influenciat en gran manera pels vents que bufen en forma pràcticament constant des de l'oest. Aquests vents humits provinents de l'oceà Pacífic al seu pas per la Cordillera de Los Andes, dipositen la seva humitat en una franja muntanyenca que s'estén fins a uns 30 a 40 km a l'est de la frontera argentí-xilena. El clima de Bariloche és d'alta muntanya, amb pluges abundants, temperatures fresques i una escassa amplitud anual. No obstant això a l'estiu poden arribar-se a, molt excepcionalment, els 33 °C i a l'hivern fins a -15 °C. L'estiu és sec i suau, amb una alta amplitud diària, enfront de l'hivern on es concentren les precipitacions que són freqüentment en forma de neu.

## Població

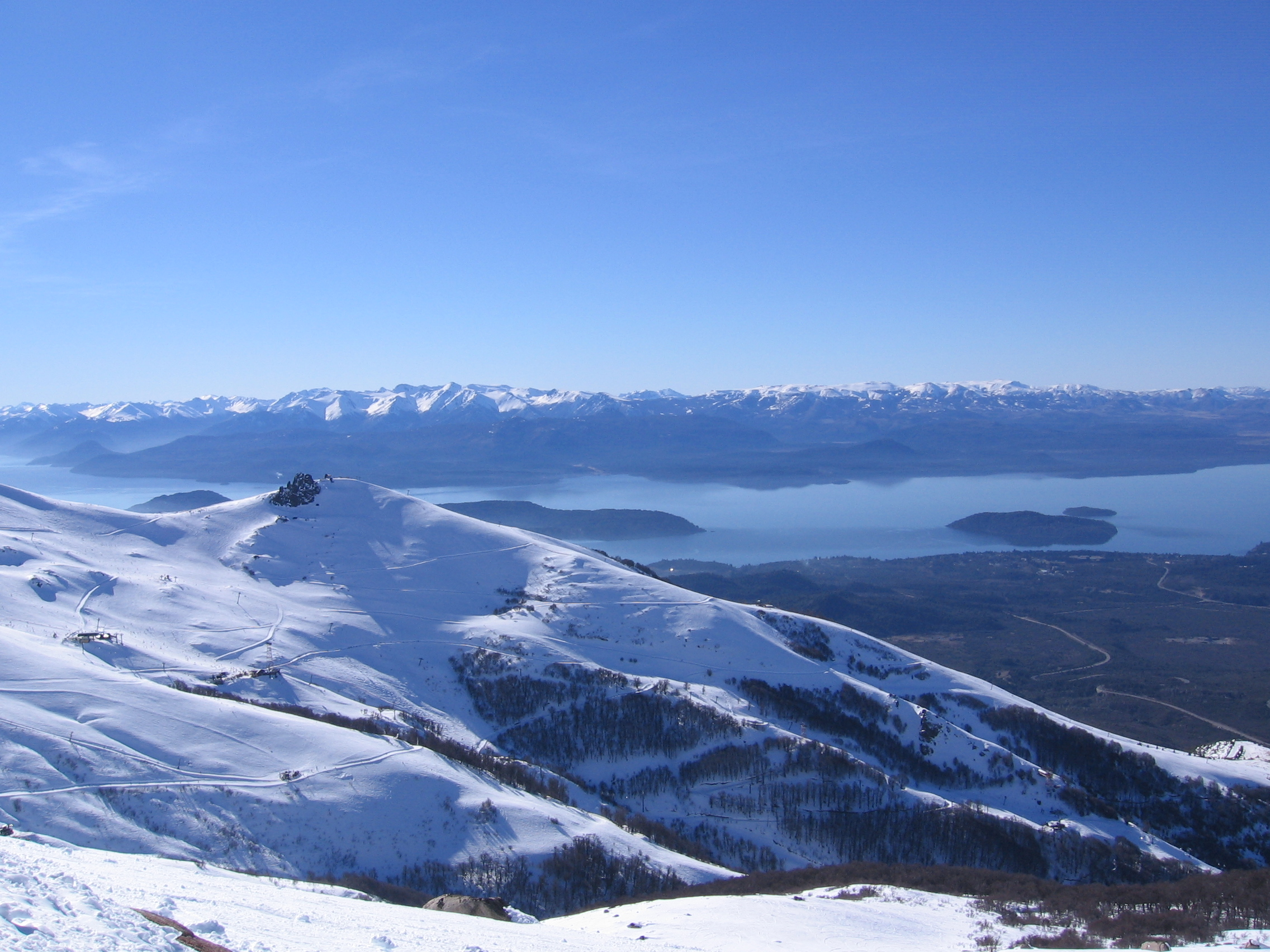
Cerro Catedral

Tenia 89.092 habitants (INDEC, 2001), el que representa un increment del 14,8% enfront dels 77.600 habitants (INDEC, 1991) del cens anterior. Per la seva magnitud i ubicació geogràfica el centre urbà de Bariloche és rellevant en diversos aspectes: és el més poblat de la província de Río Negro (Neuquén - Plottier - Cipolletti la supera però només si se suma la població que correspon a la província del Neuquén); és el més poblat situat al peu del costat argentí de la Cordillera de Los Andes; és el segon centre argentí la principal activitat del qual és el turisme (després de Mar del Plata); i és el tercer aglomerat de tota la Patagònia.
Bariloche és receptora de corrents migratoris internes de l'Argentina, principalment captant persones que migren des de la zona de la conurbació de la ciutat de Buenos Aires.

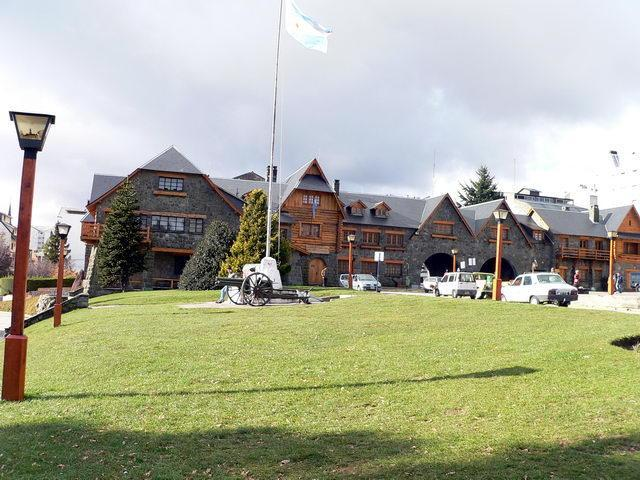
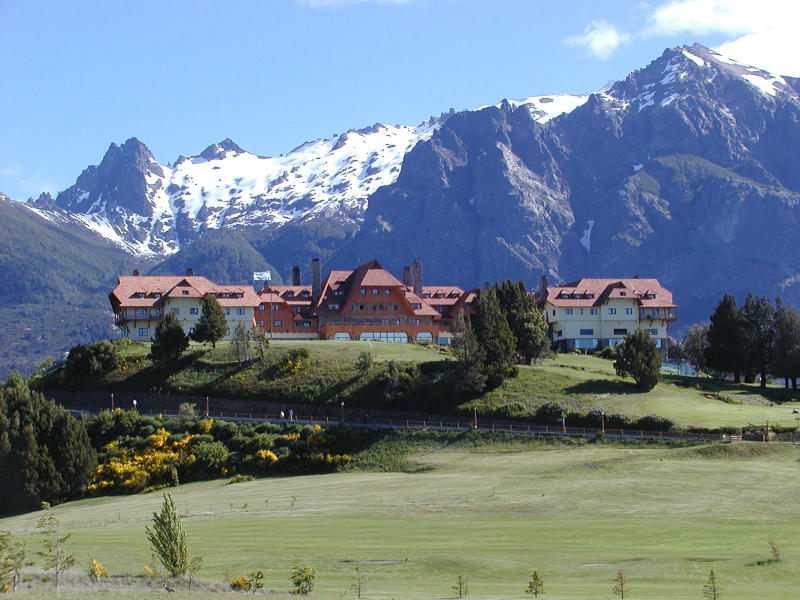
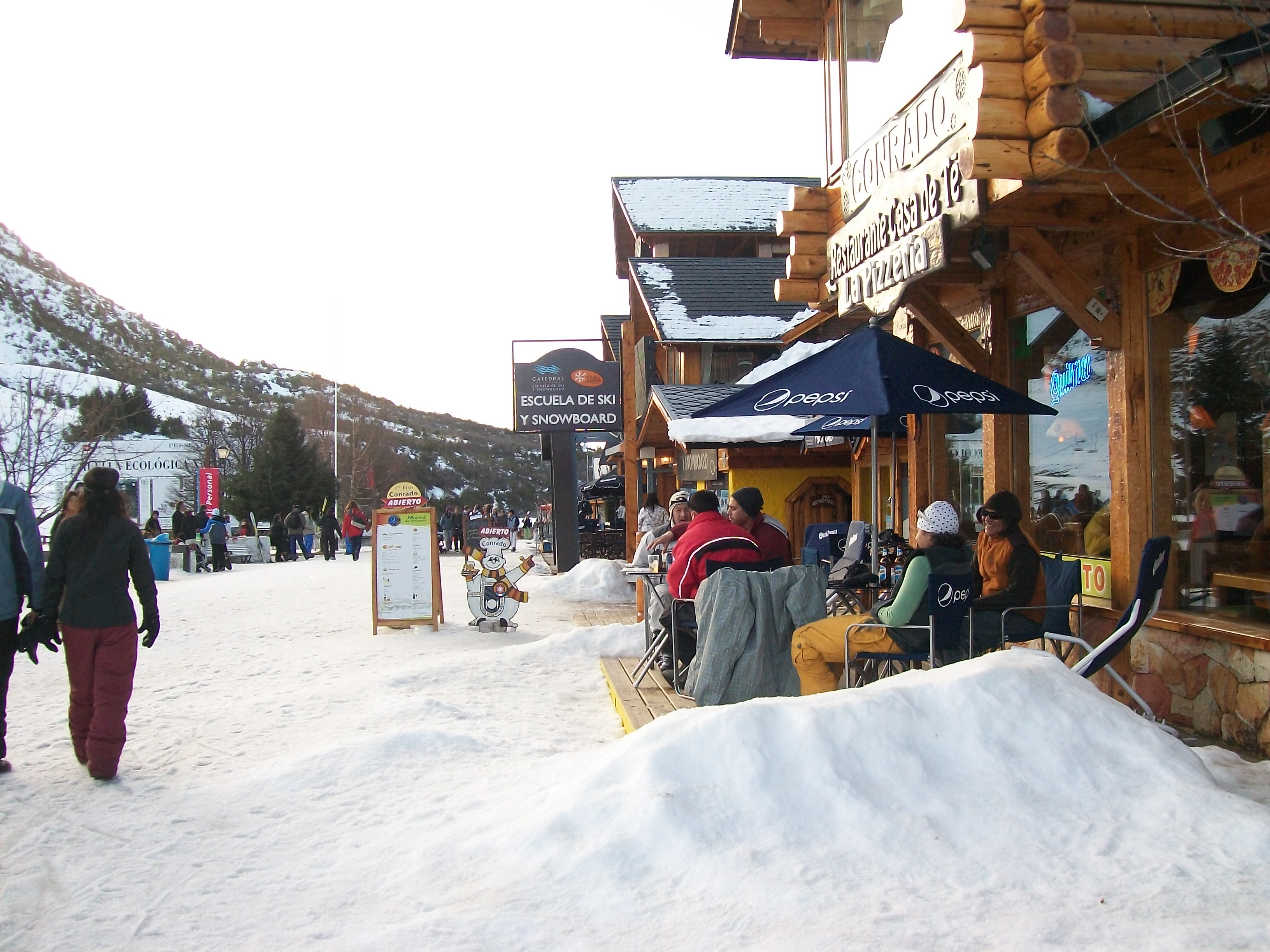